# Mistrzostwa Świata w Wioślarstwie 2009 – dwójka bez sternika wagi lekkiej mężczyzn
Dwójka bez sternika wagi lekkiej mężczyzn (LM2-) – konkurencja rozgrywana podczas Mistrzostw Świata w Wioślarstwie 2009 w Poznaniu między 23 a 30 sierpnia na Torze Regatowym Malta.

## Harmonogram konkurencji
Wszystkie godziny w czasie letnim (UTC+2)
| Godzina                        | Wydarzenie  | Runda      |
| ------------------------------ | ----------- | ---------- |
| Poniedziałek, 24 sierpnia 2009 | 10:48-11:00 | Eliminacje |
| Środa, 26 sierpnia 2009        | 10:00-10:12 | Repasaże   |
| Sobota, 29 sierpnia 2009       | 15:36-15:42 | Finał B    |
| Niedziela, 30 sierpnia 2009    | 10:33-10:48 | Finał A    |

## Medaliści
| Złoto                                            | Srebro                                           | Brąz                                 |
| Francja · Fabien Tilliet · Jean-Christophe Bette | Włochy · Andrea Caianiello · Armando Dell’Aquila | Serbia · Nenad Babović · Miloš Tomić |

## Wyniki

### Eliminacje
Reguła kwalifikacji: 1 → FA, 2.. → R

#### Eliminacje 1
| Miejsce | Zawodnik                              | Kraj            | Czas    | Uwagi |
| ------- | ------------------------------------- | --------------- | ------- | ----- |
| 1       | Andrea Caianiello Armando Dell’Aquila | Włochy          | 7:15,62 | FA    |
| 2       | Jacob Barsøe Lasse Dittmann           | Dania           | 7:20,35 | R     |
| 3       | Ross Hunter Oliver Mahony             | Wielka Brytania | 7:23,19 | R     |
| 4       | Michael Reckzeh Max Röger             | Niemcy          | 7:27,62 | R     |
| 5       | Kenta Tadachi Hidenori Daido          | Japonia         | 7:31,88 | R     |
| 6       | Vojtěch Bejblík Vlastimil Čabla       | Czechy          | 7:42,37 | R     |

#### Eliminacje 2
| Miejsce | Zawodnik                             | Kraj              | Czas    | Uwagi |
| ------- | ------------------------------------ | ----------------- | ------- | ----- |
| 1       | Fabien Tilliet Jean-Christophe Bette | Francja           | 7:07,99 | FA    |
| 2       | Nenad Babović Miloš Tomić            | Serbia            | 7:14,74 | R     |
| 3       | John Smith Matthew Brittain          | Południowa Afryka | 7:15,34 | R     |
| 4       | Simon Niepmann Oliver Angehrn        | Szwajcaria        | 7:31,90 | R     |
| 5       | Alexander Rothmeier John Wainwright  | Stany Zjednoczone | 7:48,33 | R     |

### Repasaże
Reguła kwalifikacji: 1-2 → FA, 3... → FB

#### Repasaże 1
| Miejsce | Zawodnik                            | Kraj              | Czas    | Uwagi |
| ------- | ----------------------------------- | ----------------- | ------- | ----- |
| 1       | John Smith Matthew Brittain         | Południowa Afryka | 6:38,21 | FA    |
| 2       | Jacob Barsøe Lasse Dittmann         | Dania             | 6:40,97 | FA    |
| 3       | Vojtěch Bejblík Vlastimil Čabla     | Czechy            | 6:45,49 | FA    |
| 4       | Michael Reckzeh Max Röger           | Niemcy            | 6:47,36 | FA    |
| 5       | Alexander Rothmeier John Wainwright | Stany Zjednoczone | 7:03,75 | FB    |

#### Repasaże 2
| Miejsce | Zawodnik                      | Kraj            | Czas    | Uwagi |
| ------- | ----------------------------- | --------------- | ------- | ----- |
| 1       | Nenad Babović Miloš Tomić     | Serbia          | 6:37,65 | FA    |
| 2       | Ross Hunter Oliver Mahony     | Wielka Brytania | 6:39,53 | FA    |
| 3       | Simon Niepmann Oliver Angehrn | Szwajcaria      | 6:39,96 | FA    |
| 4       | Kenta Tadachi Hidenori Daido  | Japonia         | 6:49,33 | FA    |

### Finał B
| Miejsce | Zawodnik                            | Kraj              | Czas    | Uwagi |
| ------- | ----------------------------------- | ----------------- | ------- | ----- |
| 1       | Vojtěch Bejblík Vlastimil Čabla     | Czechy            | 6:42,43 |       |
| 2       | Michael Reckzeh Max Röger           | Niemcy            | 6:43,86 |       |
| 3       | Simon Niepmann Oliver Angehrn       | Szwajcaria        | 6:44,65 |       |
| 4       | Kenta Tadachi Hidenori Daido        | Japonia           | 6:45,56 |       |
| 5       | Alexander Rothmeier John Wainwright | Stany Zjednoczone | 7:03,69 |       |

### Finał A
| Miejsce | Zawodnik                              | Kraj              | Czas    | Uwagi |
| ------- | ------------------------------------- | ----------------- | ------- | ----- |
|         | Fabien Tilliet Jean-Christophe Bette  | Francja           | 6:29,63 |       |
|         | Andrea Caianiello Armando Dell’Aquila | Włochy            | 6:31,40 |       |
|         | Nenad Babović Miloš Tomić             | Serbia            | 6:31,58 |       |
| 4       | John Smith Matthew Brittain           | Południowa Afryka | 6:34,72 |       |
| 5       | Ross Hunter Oliver Mahony             | Wielka Brytania   | 6:41,21 |       |
| 6       | Jacob Barsøe Lasse Dittmann           | Dania             | 6:44,04 |       |